# Українська народна міліція (Львів)
Українська народна міліція (УНМ) — воєнізована структура, сформована улітку 1941 року з ініціативи ОУН(б) після початку німецько-радянської війни на території ряду населених пунктів на Західній та Правобережній Україні.
У Львові була утворена 30 червня 1941 року після вступу батальйону «Нахтігаль» та частин німецької армії. Існувала до моменту ліквідації у середині серпня 1941 року.

## Плани ОУН щодо створення Української народної міліції

### Інструкція 1940 року
Перші інструкції щодо створення української міліції було розроблено Революційним проводом ОУН навесні 1940 року. У розробленому ОУН плані антирадянського повстання передбачалося утворення на звільненій від більшовиків територіях сільських або міських революційних проводах, до яких мала перейти влада на місцях. У залежності від потреб революційні проводи мали організувати відділи народної міліції «Січ» та взяти під охорону існуючі на відповідній території державні та громадські підприємства, забезпечити підтримання правопорядку. Начальника місцевого відділу народної міліції мав призначати голова революційного проводу.
До повноважень народної міліції Інструкція відносила: боротьбу зі шпигунами та диверсантами, охорону залізничних станцій та державних підприємств, інших об'єктів військового значення.
Народна міліція мала підпорядковуватися голові місцевого революційного проводу та начальнику повітової державної служби безпеки.
Зазначена Інструкція не була втілена у життя.

### Травневі інструкції 1941 року
Після Другого Великого збору ОУН, який відбувся у Кракові на початку квітня 1941 року, у травні ОУН (б) було розроблено перелік інструкцій для організаційного активу під назвою «Боротьба й діяльність ОУН під час війни», які регламентували дії членів та прихильників ОУН зі створення Української держави в умовах німецько-радянської війни. Зокрема, Інструкцією Служби безпеки передбачалося утворення Української народної міліції як органу безпеки на засадах основах самоохорони. Передбачалося, що на першому етапі народна міліція мала стати «тимчасовим і одиноким органом державної безпеки. Дальша організація міліції, її ступеневе перетворювання на зрізничкові органи державної безпеки та вишкіл апарату йтиме рівнобіжно до всіх інших державних органів згідно з виготовленим планом».
Згідно з цією Інструкцією передбачалося, що «з моменту опущення населеного пункту большевицькими військами, належить негайно приступити до організації Народної міліції». Планувалося, що до її лав будуть відібрані військовозобов'язані чоловіки віком від 18 до 50 років, у кожному селі мало бути до 10—12 міліціонерів, об'єднаних у відділ чисельністю 45—50 осіб. Командні пости в Народній міліції за планами оунівців мусили займати «знані націоналісти». Озброювати міліцію планували трофейною радянською зброєю. Разом з тим, Інструкцією передбачалося, що міліціонери Народної міліції можуть носити однострої червоної армії або НКВД з пов'язкою синьо-жовтого або білого кольору на лівому плечі та написом «Народня міліція».
Щодо обласних міст передбачалося, що створення народної міліції мало відбуватися у 2 етапи: мобілізація членів УНМ (на це відводилося 2 дні), та паралельно із цим створення міської команди УНМ як органу управління.
Створенням народної міліції у обласному місті мали займатися обласний комендант та комендант міської команди.
Крім того, місто мало бути поділено на райони (відділення комісаріатів), на які мали бути призначені коменданти міліції та приділені їм відділи УНМ з особовим складом у кількості «в залежності від потреби 100—150 людей».
Команди народної міліції мали розміщуватися у колишніх будівлях радянської міліції або НКВД.
Відповідно до вимог Інструкції структура міської команди УНМ мала включати: секретаріат (діловодство УНМ), господарський відділ, паспортний відділ (перепустки і паспортизація населення), слідчий відділ (слідство у кримінальних та політичних справах), в'язницю та табір інтернованих, мешканцевий відділ (облік та розподіл житлових приміщень і будівель), санітарний відділ, а також відділ руху (регулювання вуличного руху). Крім того мав існувати окремий відділ (так званий «постійний запас команди»).

## Створення УНМ у Львові

Міліціонер Української народної міліції (Львів, 1941)

Відповідно до звіту крайового провідника ОУН (б) Іван Климіва, на початку травня 1941 року ним було призначено на кожну область комендантів міліції. До 20 травня 1941 року було призначено комендантів Народної міліції у містах і селах.
За спогадами голови українського уряду Ярослава Стецька, після прибуття його похідної групи до Львова 30 червня, він віддав розпорядження Івану Равлику про негайне створення міліції. 30 червня Равлик як один із керівників Служби безпеки долучився до створення міліції на території Львова та інших населених пунктів, з метою забезпечення проголошення відновлення державності, і згодом мав призначити коменданта міліції Львова. Також до організації Народної міліції у Львові долучився член похідної групи Стецька Євген Врецьона.
Початок формування міліції 30 червня у Львові описав у своїх спогадах очевидець Дмитро Ґонта:
|  | Почалась організація громадянської міліції, щоб утримувати порядок в місті, бо темні типи міського шумовиння кинулись грабувати склепи. Записувались до міліції головно студентська молодь, записався і я з огляду на те, що 20 років тому був я військовим, неміг спокійно дивитись на цю масу неупорядкованих людей з національними пов'язками на лівім рукаві, бо при записуванні видавали пов'язки. Підходить до мене якийсь селянський хлопчина обвішаний бомбами і з рушницею за плечима і в досить грубій формі звертається, щоб я не втручався в не свої справи, бо «ми тут порядкуємо», хто це «ми» мені було невідомо, чи це про себе він думав, чи може про якусь групу людей, але зрештою це таке маловажне, став я до шерегу, який уже трохи упорядкував і по всьому. Нарешті вишикували цих людей у два шереги, перевели на друге подвірря, бо запис відбувався у подвірря біля палати митрополита, прийшло якесь «начальство», проходячи побачили мене. «Ви що тут робите?» питають. «Таж я українець, то й роблю те що в данну хвилину потрібне!» відповідаю. «Це можуть робити молодші, Ви йдіть і робіть щось більше відповідальне!». Вийшов я з шерегу, зняв з руки пов'язку і на хвилину задумався, що маю робити?». |

За спогадами одного з на той момент членів українського уряду Костя Паньківського «Молодь, що зуміла заховатися перед бранкою до Червоної Армії, ставилася до служби в міській міліції, на чолі якої станув член ОУН Евген Врецьона». Описуючи процес створення міліції, Паньківський також зазначав, що «Організувати міліцію було дуже трудно, бо не було професійних і вишколених українців. Також не було вислужених військових підстаршин, з яких в усіх народів рекрутується склад поліції. Тому на заклик до поліцистів, жандармів і підофіцерів зголошуватись до служби в міліції відгукнулося мало людей. Зате прийшло багато, понад потребу, молодих сільських хлопців, яким треба було довшого часу для вишколу і службового досвіду. Через те міліція мусіла бути імпровізацією».
Деякі дослідники вважають, що до створення української міліції у Львові також мали стосунок члени ОУН (б) Роман Шухевич, Омелян Матла та Богдан Казанівський. Зокрема за спогадами Казанівського: «він [Шухевич] вимагав від мене, щоб я став тимчасовим комендантом міста й організував команду. Постійна команда є визначена і, на її чолі стоїть Євген Врецьона. Я ніяк не міг погодитися на таке велике, хоч тимчасове становище, тож щиро просив Шухевича, щоб призначив когось іншого, військового». Надалі, як згадував Казанівський:
|  | Я почав розмову з Омеляном Матлою про це, щоб він прийняв пост тимчасового коменданта міста. Омелян не погоджувався, але я оповів про вимогу Р. Шухевича, що маю повновласть від нього підібрати відповідного коменданта. Тому що він поручник польської армії, на такий пост надається як військова людина, обізнана з положенням міста, має знайомих людей у місті і його ім'я є відоме через брата Зиновія, судженого на кару смерти 1934 р. Омелянові я виявив своє правдиве прізвище і сказав, що я із Зенком сидів в одній тюрмі.[...] Не довго вже мені довелося намовляти Омеляна. Він прийняв пост тимчасового коменданта міста без церемонії номінації, просто на подвір'ї св. Юра, який був свідком не одних історичних подій.. |

Однак документальними джерелами факт утворення «тимчасової команди» Львова, а також робота Омеляна Матли та Богдана Казанівського у народній міліції Львова не підтверджується. Натомість вони вказуються у документах вже як працівники допоміжної поліції, яка була створена у серпні 1941 року після ліквідації УНМ.
1 липня 1941 року у Львові з'явилися відозви за підписом крайового провідника ОУН (б) Іван Климіва із закликом творити українську державну міліцію.
У той же день Українським національним комітетом у Кракові було поширено повідомлення про те, що « Дня 30 червня 1941 р. у вечірніх годинах двічі надала радіовисильня від Організації Українських Націоналістів заклик до українського народу та вістки і напрямні про творення української влади у Львові і на місцях, про формування Української народньої міліції та протворення власної армії».
2 липня факт організації української міліції «елементами групи Бандери» під «керівництвом Стецька та Равлика» відзначено у німецькому донесенні про події в СРСР від 2 липня 1941 року № 10 «Питання акції чистки».

## Реакція німців на створення УНМ Львова
Відповідно до німецького донесення про події в СРСР від 3 липня 1941 року № 11 «Заходи протиукраїнських політичних груп» створення української міліції розглядалося як намагання «національно настроєних українців під керівництвом Бандери […] поставити німецькі власті перед доконаним фактом».
2 липня українську міліцію Львова було оперативно підпорядковано керівнику СС.
8 липня 1941 року під час проведення опитування німецьких офіцерів та бургомістра Львова Юрія Полянського у справі проголошення Акту 30 червня державний підсекретар уряду Генеральної губернії Ернст Кундт зазначив, що з огляду на те, що перед вступом німецьких військ в усіх містах і населених пунктах вже створена українська міліція, «необхідно подумати про перетворення міліції, особливо на тих територіях, де відсутні війська вермахту і поліції, на допоміжну поліцію».
9 липня 1941 року на тому ж опитуванні майор Вермахту Вайнер зазначив, що «люди Бандери перед вступом німецьких військ озброїлися в усіх населених пунктах Західної України і створили українську міліцію, яка надала собі прав, які належать лише німецьким виконавчим органам і які не мають уже нічого спільного із звичайними відділами для підтримання порядку місцевих адміністрацій і з охороною власного життя у віддалених населених пунктах. Перший комендант Львова, полковник гірської дивізії Міттергерст, як і багато політично непоінформованих військових офіцерів, під тиском громадськості погодився визнати цю українську міліцію публічними оголошеннями у той спосіб, що населення повинно було здавати зброю, радіоприлади і передавачі не до німецької міської комендатури, а до української міліції. Ця ситуація була завдяки втручанню офіцерів контррозвідки, включаючи професора Коха, покращена наступним комендантом міста, генералом Рентцом у той спосіб, що було наказано здавати зброю і радіоприлади до міської комендатури».
11 липня 1941 року німецьким командувачем військовою округою тилу фон Роком було видано наказ № 103, у якому зазначалося, що «в інтересах підтримання порядку й охорони життєвоважливих закладів, які належать українцям, допускається створення не- озброєної української місцевої міліції. ЇЇ чисельність, за винятком менших населених пунктів, не повинна перевищувати 1 % від усього населення. До місцевої міліції можуть зараховуватися лише ті особи, які перевірені СД і зареєстровані військовими органами як надійні. Уже створені загони міліції у зв'язку з цим розпорядженням необхідно перевірити
і за даних умов очистити від сумнівних елементів. Щодо озброєння міліції, то тут діє наказ головного командувача військової округи тилу № 103 від 233. У тих місцях, де в особливих випадках ще дозволено озброювати міліцію, мова може йти лише про оснащення легкою зброєю. Відповідними складами зброї українська міліція не має права розпоряджатися. Вони повинні охоронятися військами або поліцією. По можливості до керівництва українською міліцією повинні залучатися офіцери або ж унтерофіцери, які пройшли службу у старій австрійській або колишній польській арміях».
22 липня 1941 року Головним командуванням фронтового тилу групи армій «Південь» видано директиву, якою передбачалося: «Для захисту населення дозволяється видавати гвинтівки з 10 патронами до кожної, в кількості, яка не перевищує 10 % від чисельності міліціонерів. Заборонено видавати будь-яку зброю крім гвинтівок і пістолетів».

## Особовий склад, структура та керівництво УНМ Львова

### Структура та керівництво

Комісар І комісаріату львівської міліції Осип Паньків

Відповідно до списків міліціонерів УНМ Львова станом на першу декаду серпня 1941 року складалася з:
- міського комісаріату (міської команди) — 25 працівників. Комісар Євген Врецьона, заступник комісара Іван Вітушинський;
- І комісаріату — 64 працівники. Комісар Осип Паньків, заступник комісара Маркіян Шепарович;
- ІІ комісаріату (окремо був поділений на 3 ревіри [дільниці]) — 4 працівники без урахування працівників 3 ревірів (дільниць). Комісар Іван Небола, заступник комісара Іван Ткачук:
  - І ревір — 24 працівники. Комендант Іван Ліщинський, заступник коменданта Богдан Ковзанюк.
  - ІІ ревір — 16 працівників. Комендант Кость Гарасюк, заступник коменданта Мирон Козаченко.
  - ІІІ ревір — 16 працівників. Комендант Степан Козіцький, заступник коменданта Ілько Гаврилко.
- ІІІ комісаріату — 84 працівники. Комісар Ярослав Левицький, заступник комісара Роман Вінницький.
- IV комісаріату — 57 працівників. Комісар Маркіян Харкевич, заступник комісара Василь Лялюк.
- Слідчого відділу — 45 працівників. Керівник Василь Турковський.
- В'язничної сторожі — 28 працівників. Завідувач тюрмою Павло Химич, заступник завідувача Петро Гавриш.

### Особовий склад

#### Кількість та дата вступу
Згідно вимог травневих інструкцій ОУН (б) загальна чисельність міської команди та районних комісаріатів УНМ у Львові мала становили від 250 до 350 і більше осіб.

Працівники УНМ Львова (дата вступу)

За звітом крайового провідника ОУН (б) Іван Климіва загальна кількість міліціонерів усіх комісаріатів Львова складала «приблизно 800 (вісімсот)». Однак зазначена цифра або є помилковою, або включає не лише працівників міської міліції Львова, але й особовий склад інших структур УНМ — крайової (обласної) та окружної команд, які також розміщувалися у Львові, однак не входили до складу міської команди.
Відповідно до списків міліціонерів станом на першу декаду серпня 1941 року загальна чисельність працівників УНМ Львова складала 362 особи. З них: 138 осіб (близько 38 %) вступили до УНМ 30 червня, 7 осіб (майже 2 %) — 1 липня, 29 (8 %) — 2 липня, 102 (28 %) — 3 липня і пізніше. Щодо 86 працівників (24 %) дані щодо вступу до міліції відсутні.
З керівного складу УНМ Львова: 21 особа (44,7 % всіх керівників) вступила до УНМ 30 червня, 1 особа (2,1 %) — 1 липня, 9 осіб — 2 липня, 6 осіб (12,8 %) — 3 липня і пізніше. Щодо 10 осіб (21,3 %) дані про дату їхнього вступу до міліції не відомі.

#### Стать, рік та місце народження, наявність військового досвіду
За статтю абсолютну більшість (337 осіб або 93 %) працівників міліції Львова складали чоловіки. Жінок було 23 (трохи більше 6 %), а стать ще 2 осіб (0,6 %) визначити неможливо, так як вказано лише прізвище. За віком найбільшу кількість працівників УНМ становили особи, народжені у 1911-1920 роках (150 або 41 %) та у 1900-1910 роках (112 або майже 31 %). Народжених до 1900-го та після 1921 року було значно менше — 27 (7,4 %) та 64 особи (17,7 %) відповідно. Ще по 9 особах (2,5 %) дані відсутні.
Майже дві третини (238 осіб або 65,7 %) міліціонерів Львова були уродженцями сіл. Народилися у містах близько третини (109 осіб або 30,1 %). Щодо решти 15 осіб (4 %) дані відсутні або їх неможливо точно встановити.

Працівники УНМ Львова (наявність військового досвіду або вишколу)

За місцем народження дві третини (240 або 66 %) працівників УНМ були уродженцями сучасної Львівської області, 28 (7,7 %) — Тернопільської, і 22 (6,1 %) — Івано-Франківської області.
Уродженців інших регіонів було значно менше: Закарпаття — 3 (менше 1 %), Буковини — 5 (1,5 %), Бессарабії, Наддніпрянщини та Донбасу — 4 (1 %). Ще 17 осіб (менше 5 %) народилися на території сучасної Польщі. Щодо 43 осіб (майже 12 %) дані про місце народження відсутні або їх неможливо встановити. Уродженців самого Львова у лавах міліції було всього 56 осіб (15,5 %).
Майже половина (167 або 46 %) працівників УНМ узагалі не мали жодного військового досвіду. Щодо 62 осіб (17 %) будь-які дані відсутні. Тобто військовий досвід загалом мали лише близько третини міліціонерів.
З них абсолютна більшість (103 або 28 %) здобули його у польській армії. Ще 4 особи (1 %) — це колишні вояки УГА, і по 1 особі — армії УНР, Січових стрільців, румунської, угорської та навіть колишньої австрійської армій. Вишкіл у лавах ОУН здобули усього 2 особи (0,5 %), дещо більше 8 (2 %) та 4 (1 %) отримали його в українських організаціях «Сокіл» та «Луг». Ще 1 особа набула військового досвіду у інший спосіб. 5 (1,4 %) працівників отримали «поліцейський» досвід у лавах радянської міліції, і 1 — у польській поліції.

#### Приналежність до організацій і партій

##### Особовий склад загалом

Працівники УНМ Львова (приналежність до партій або організацій)

За результатами аналізу заяв про вступ до української поліції 12,5 % працівників УНМ Львова належали до ОУН (з них 80 % вступили до міліції Львова 30 червня).
2,5 % міліціонерів раніше були членами Фронту національної єдності (ФНЄ).
32,5 % раніше були членами українських організацій «Луг», «Сокіл», «Просвіта», «Рідна школа» та інших.
Загалом члени українських організацій та партій складали 47,5 % працівників УНМ Львова.
Лише у 2,5 % випадків працівники міліції одночасно були членами ОУН та належали до інших українських організацій. У жодному з випадків членство у ФНЄ не збігалося з членством в ОУН або із роботою у радянській міліції.
До Похідних груп ОУН належали 6 з 362 працівників (менше 2 %).

##### Керівництво
Керівники УНМ (посади вище за рядового міліціонера до міського комісара включно) складали 47 з 362 або близько 13 % від загальної кількості працівників УНМ Львова.
8 з 47 (17 %) належали до ОУН (б), 2 (4,2 %) — до «мельниківського крила» ОУН.
До Похідних груп ОУН належали 6 з 47 керівників УНМ (12,8 %).

## Посвідчення і печатки

### Печатки та штампи львівської міліції
Інструкцією Служби безпеки передбачалося виготовлення печаток для обласної команди Народної міліції, команд міст і районів та розіслання їх спеціальними кур'єрами по області.
Зовнішнього вигляду печаток міської команди Народної міліції Інструкція не визначала. Разом з тим, для районної команди УНМ передбачалося виготовлення двох типів печаток: довгої з текстом «Народня міліція Районова команда в …», розміром 21/2 х 10 см, та круглої, розміром з існуючу дотепер круглу печатку НКВД на паспортах, усередині якої мало міститися зображення Тризуба з текстом аналогічного змісту.
Фактично було виготовлено два типи печаток для львівської міліції.
Перший тип — із зображенням Тризуба у центрі та напису українською та німецькою мовами «Командант Української Міліції у Львові * Kommandant der Ukrainischer Militz in Lemberg». Відбитки такої печатки використовувалися, зокрема, на посвідченнях міліціонерів УНМ Львова, які видавалися у липні 1941 року.
Другий тип — із зображенням міського герба Львова: лева, який піднявся на задніх лапах та спирається правою передньою на стіну брами у центральному колі та навкружним написом у зовнішньому широкому колі: «Міліція міста Львова Miliz der Stadt Lemberg». Відбиток цієї печатки зустрічається у одному з документів, датованих 30 липня 1941 року.
Крім печаток, у львівській міліції також існував прямокутний штамп із написом українською та німецькою мовами: «УКРАЇНСЬКА МІЛІЦІЯ Міський комісаріат у Львові UKRAINISCHE MILIZ Stadtkomissariat Lemberg». Відбитки такого штампу використовувалися на тимчасових посвідченнях міліціонерів Львова, датованих періодом з 28 липня по 6 серпня 1941 року.

### Посвідчення

Посвідчення міліціонера IV комісаріату Павла Теренчина «другого типу»

Існувало два типи посвідчень працівників УНМ Львова.

Посвідчення міліціонера IV комісаріату Павла Теренчина «першого типу»

Перший тип — так звані «виказки міліціонера» з фотографією, круглою печаткою з тризубом та написами українською та німецькою мовами, і підписом штурмбанфюрера СС Отто Кіпки. Відомі на сьогодні посвідчення цього типу, які зберігаються у Державному архіві Львівської області, видані 14 та 21 липня 1941 року та мають № 35, 37, 51-57 та 324. Видавалися не в алфавітному порядку та не враховували часу вступу їх власників до міліції. Усі працівники, яким видавалися ці посвідки, належали до Слідчого відділу, який очолював Василь Турковський.
Також відомі подібні посвідчення міліціонерів IV комісаріату Павла Теренчина під № 267 та Михайла Сулими під № 259, які видані 30 липня 1941 року.
Другий тип — «тимчасові виказки» з двомовним штампом замість печатки та підписом міського комісара Врецьони. Відомі на сьогодні посвідчення цього типу у кількості 17 штук також зберігаються у Державному архіві Львівської області. З них 13 видані 28 липня, по одній — 29 липня та 6 серпня, а ще дві — 5 серпня 1941 року.
Ці посвідчення мають № 157/В, 162/В-164/В, 166/В, 168/В-174/В, 177/В, 195/В, 289/В-290/В та 294/В.
Так само, як і у попередньому випадку вони належали працівникам Слідчого відділу та не враховували ні алфавітний порядок, ні час вступу до міліції.
Також відоме посвідчення міліціонера IV комісаріату Павла Теренчина під № 277/В, видане 30 липня 1941 року.

## Ліквідація
Міліція Львова ліквідована 11-12 (за іншими даними 15) серпня 1941 року. Замість неї німецькою окупаційною адміністрацією створено так звану «Українську поліцію». До цієї «Української поліції» перейшла частина колишніх працівників УНМ у серпні 1941 року.